# Reichling

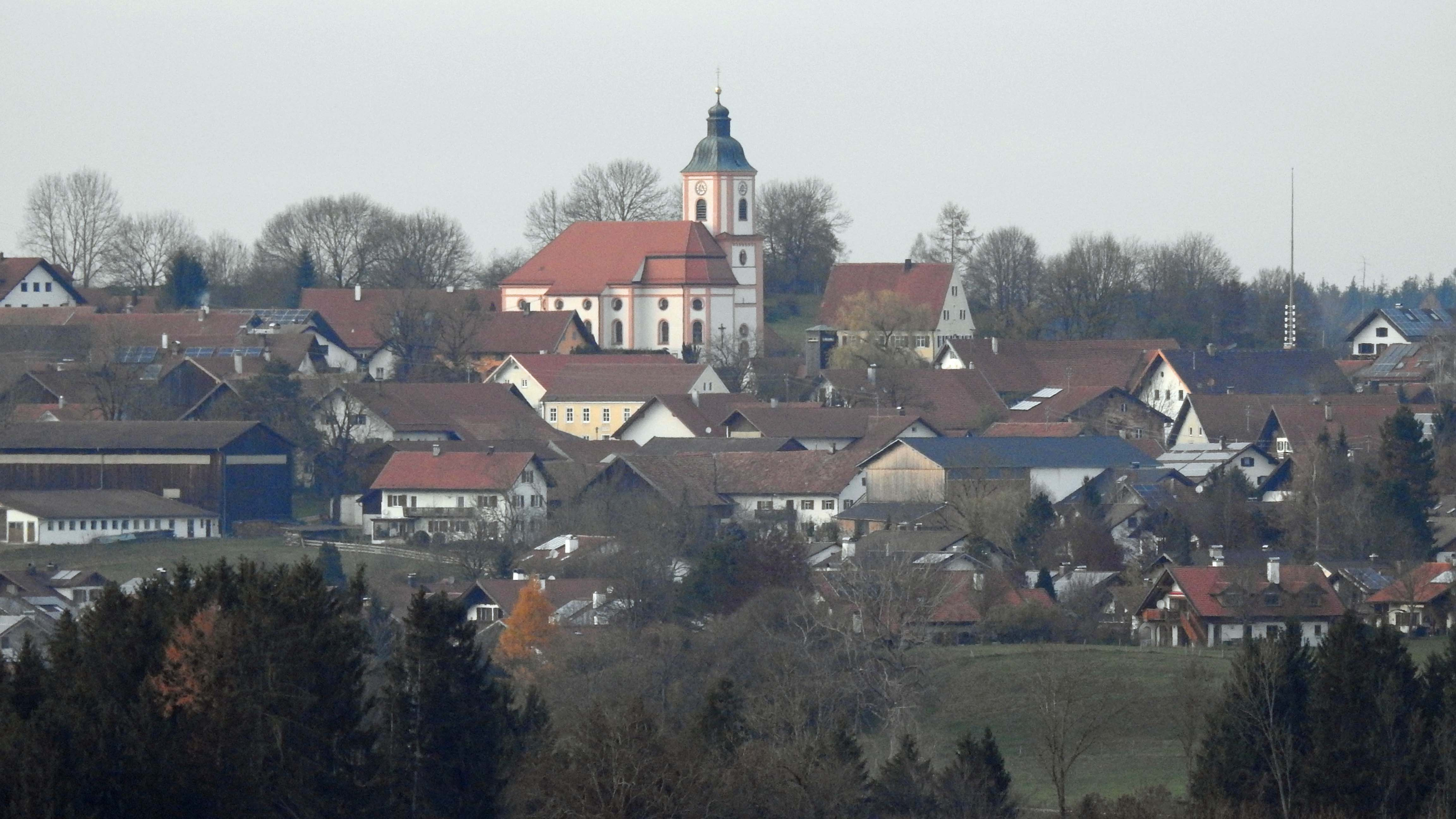
Reichling von Südosten

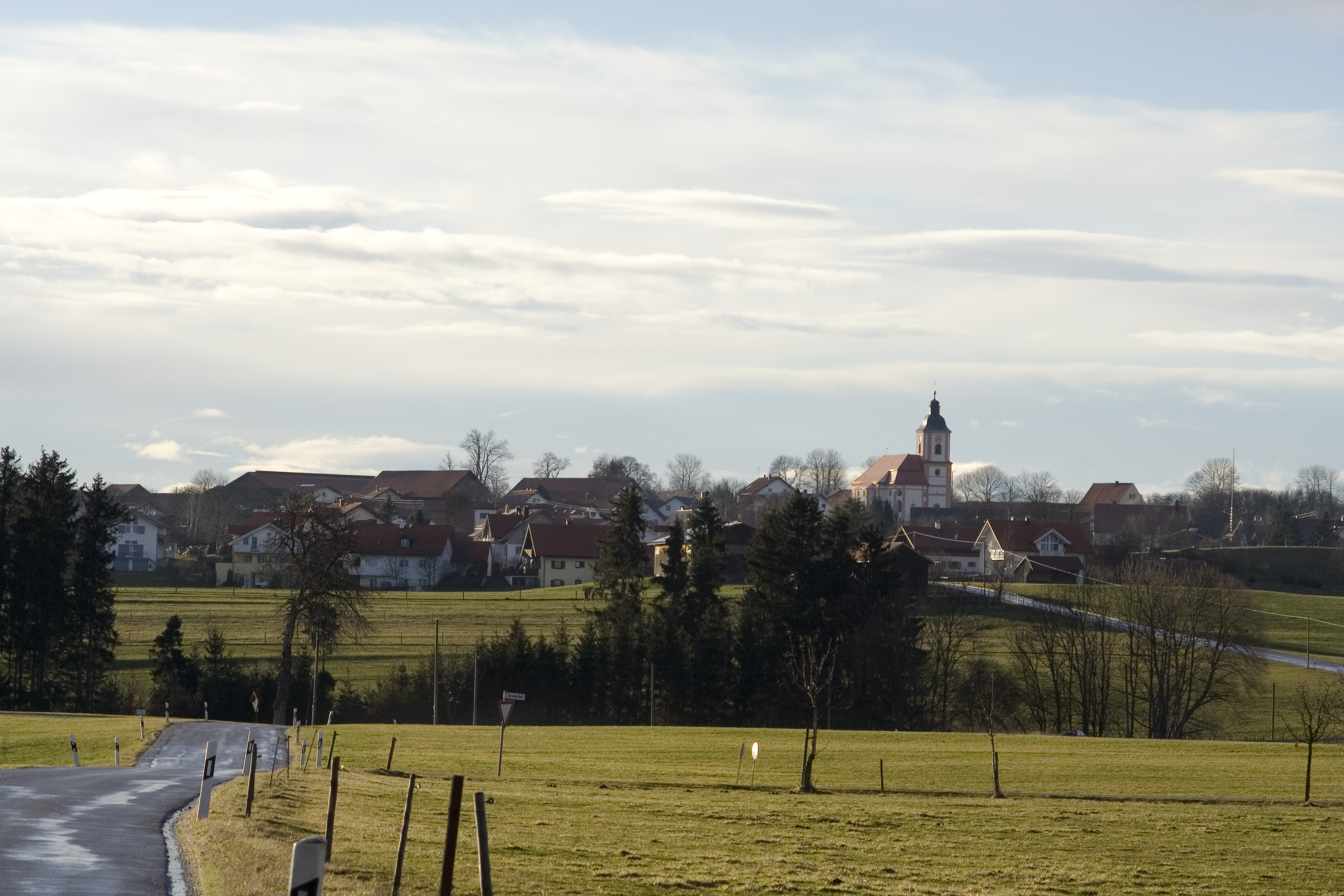
Reichling von Osten

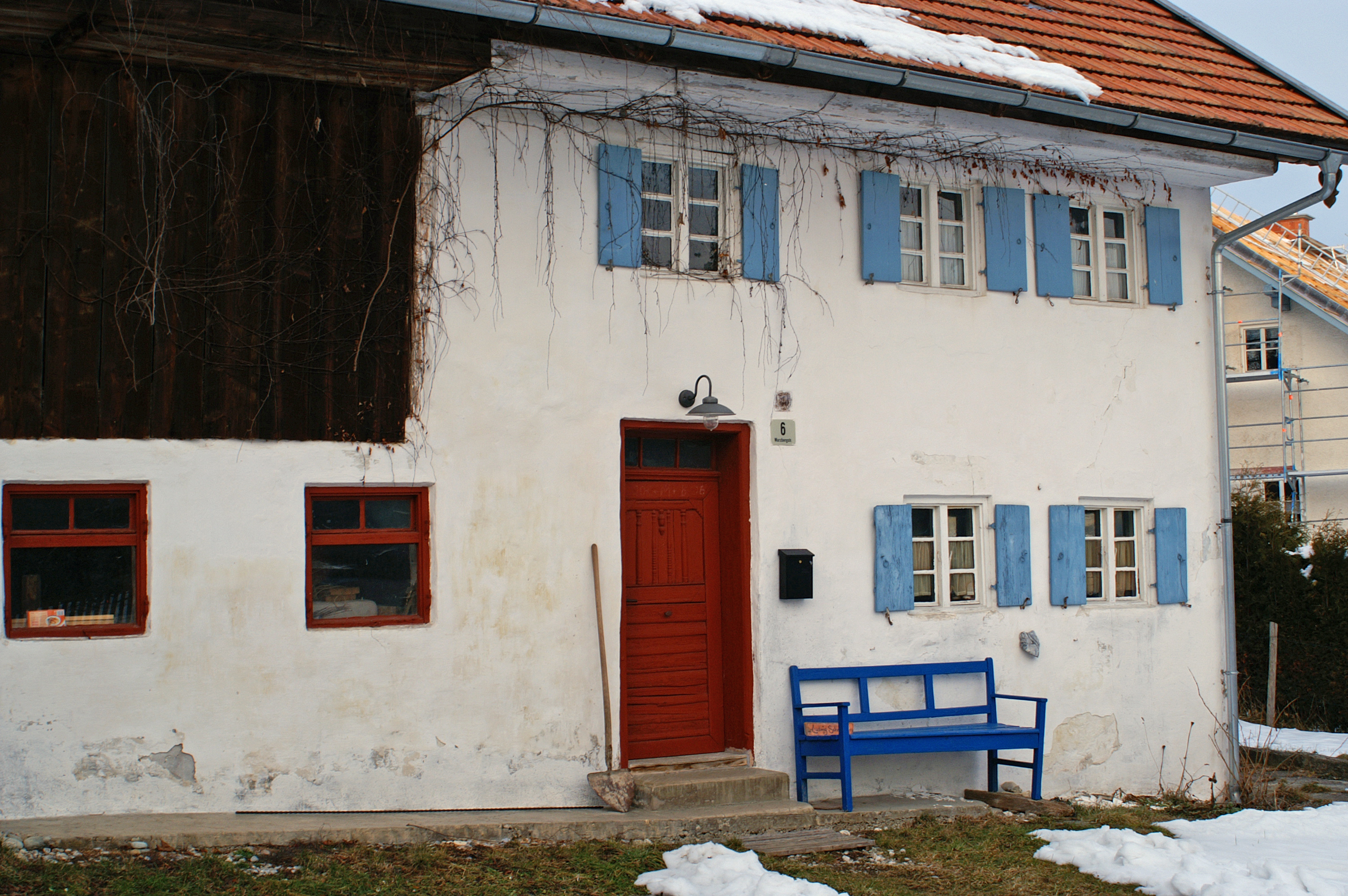
Altes Bauernhaus in Reichling

Reichling ist eine Gemeinde im oberbayerischen Landkreis Landsberg am Lech. Die Gemeinde ist Mitglied und Sitz der Verwaltungsgemeinschaft Reichling.

## Geografie
Reichling liegt in der Region München. Es existieren die Gemarkungen Ludenhausen und Reichling.
Der niedrigste Punkt der Gemeinde befindet sich auf 618 m ü. NHN am Lech, der höchste ist mit 748 m ü. NHN der Weißenberg. Bekannter ist jedoch der Wurzberg (743 m ü. NHN). Reichling ist die höchstgelegene Ortschaft des Landkreises Landsberg am Lech.

### Gemeindeteile
Die Gemeinde hat fünf Gemeindeteile (in Klammern ist der Siedlungstyp angegeben):
- Gimmenhausen (Dorf)
- Hirschau (Einöde)
- Ludenhausen (Pfarrdorf)
- Reichling (Pfarrdorf)
- Reichlingsried (Weiler)

## Geschichte

### Bis zur Gründung der Gemeinden
Bodenfunde belegen die römische Vergangenheit Reichlings. Von der benachbarten Siedlung Epfach (Abodiacum) aus verlief eine Römerstraße über eine Lechfurt durch das heutige Gemeindegebiet nach Osten. Auf der Terrassenkante über dem Lech wurde in den 1930er Jahren ein römischer Ziegelbrennofen freigelegt. Nach dem Ende der römischen Herrschaft im 5. Jahrhundert gründeten alemannische Sippen um einen Richilo den Ort Reichling. Ludenhausen entstand im Zuge der ersten Ausbauphase im frühen Mittelalter.
Erstmals urkundlich erwähnt wurde Reichling 1080 als Richilingen.
Mit dem Beginn der wittelsbachischen Herrschaft am Lechrain im 13. Jahrhundert wurde Ludenhausen Teil des Landgerichts Landsberg. Reichling kam zum Pfleggericht Rauhenlechsberg, das abwechselnd zu den Landgerichten Landsberg, Schongau und Weilheim gehörte.
Im Zuge der Verwaltungsreformen in Bayern entstanden mit dem zweiten Gemeindeedikt von 1818 die Gemeinden Reichling im Landgericht Schongau und Ludenhausen im Landgericht Landsberg.

### Gebietsreform
Mit der Auflösung des Landkreises Schongau am 1. Juli 1972 kam Reichling zum Landkreis Landsberg am Lech. Gleichzeitig wurde die Gemeinde Ludenhausen nach Reichling eingegliedert.

### Einwohnerentwicklung
| Jahr | Einwohner |
| ---- | --------- |
| 1961 | 1025      |
| 1970 | 1067      |
| 1987 | 1272      |
| 1991 | 1367      |
| 1995 | 1502      |
| 2000 | 1607      |
| 2005 | 1668      |
| 2010 | 1595      |
| 2015 | 1668      |
| 2018 | 1700      |
| 2019 | 1701      |
| 2023 | 1711      |

Zwischen 1988 und 2019 wuchs die Gemeinde von 1285 auf 1701 um 416 Einwohner an bzw. um 32,4 %.

## Politik

### Gemeinderat
Der Gemeinderat besteht aus zwölf Mitgliedern und dem ersten Bürgermeister.

### Bürgermeister
1. Bürgermeister ist  Johannes H. Hintersberger, im Amt seit Mai 2020.

### Wappen
| Wappen von Reichling | Blasonierung: „Unter blauem Schildhaupt, darin schräg gekreuzt ein goldener Schlüssel und ein gestürztes goldenes Schwert, in Silber über einem grünen Dreiberg ein roter Einhornrumpf.“ |
| Wappen von Reichling | |

## Bau- und Bodendenkmäler
- Katholische Pfarrkirche St. Nikolaus
- Pfarrhaus aus dem 18. Jahrhundert

## Wirtschaft einschließlich Land- und Forstwirtschaft
2018 gab es in der Gemeinde 203 sozialversicherungspflichtige Arbeitsplätze. Von der Wohnbevölkerung standen 676 Personen in einem versicherungspflichtigen Beschäftigungsverhältnis. Damit war die Zahl der Auspendler um 473 Personen höher als die der Einpendler. 14 Einwohner waren arbeitslos. Die 42 landwirtschaftlichen Betriebe bewirtschafteten insgesamt eine Fläche von 1169 Hektar (Stand 2016).

## Erdgasförderung

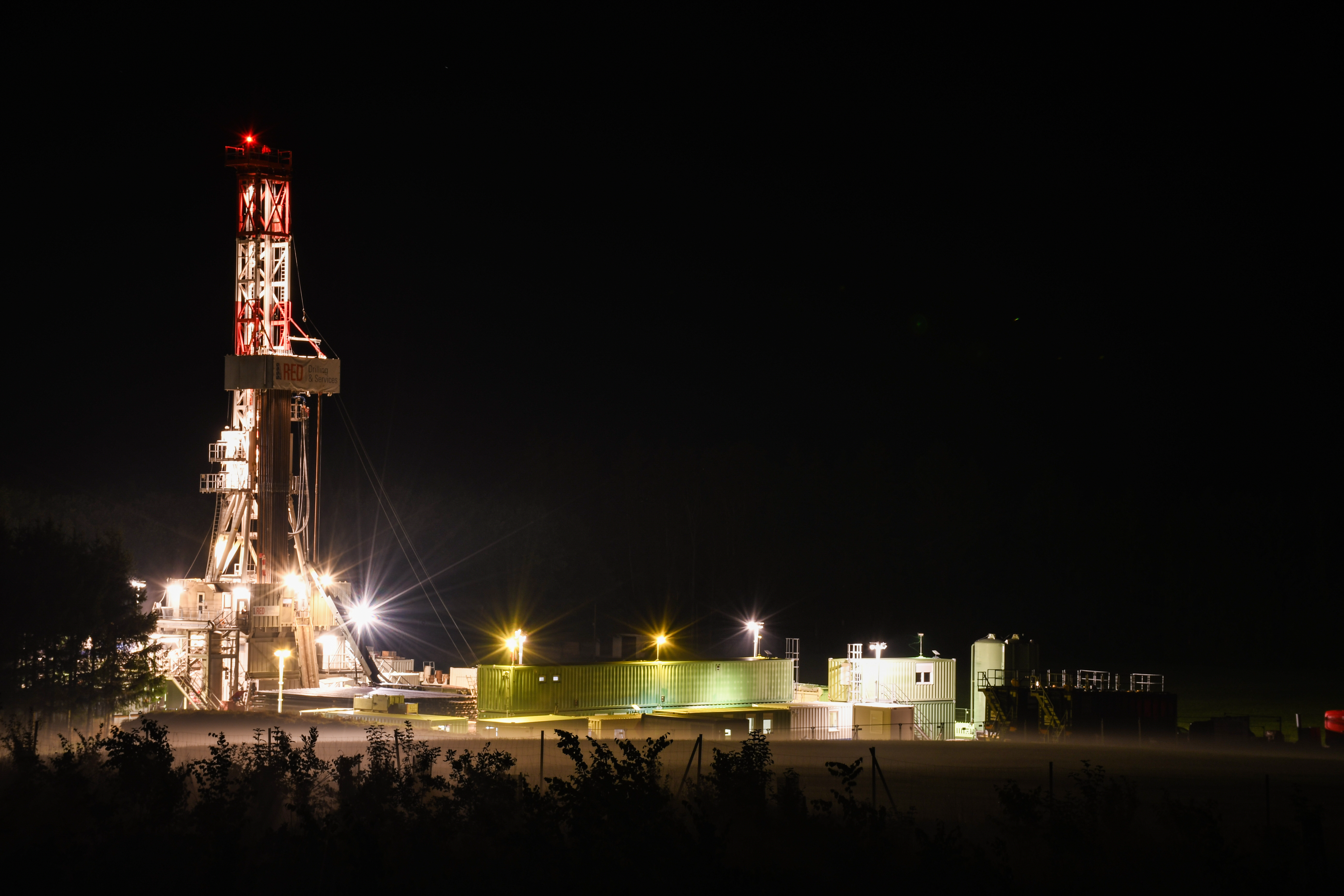
Erdgasförderung bei Nacht

Das Bergamt Südbayern hat am 26. Juni 2024 der Firma Genexco (Genexco GmbH und Genexco Gas GmbH) die Zulassung einer Probebohrung nach Gas in der Gemeinde Reichling erteilt. Fällt diese erfolgreich aus, könnten die Förderung von fossilem Gas und weitere Bohrungen in der Region zwischen Lech und Ammersee folgen.

## Bildung
In der Gemeinde gibt es eine Kindertagesstätte mit 75 Plätzen und 62 betreuten Kindern (Stand 1. März 2019).
- Kindergärten: 75 Kindergartenplätze

## Persönlichkeiten
- Benedikt Pacher (1711–1796), Benediktiner und Abt von Kloster Ettal

## Ludenhausen
Ludenhausen ist ein Gemeindeteil von Reichling und liegt etwa drei Kilometer von Reichling entfernt. Es ist die höchstgelegene Ort (736 m ü. NHN) im Landkreis Landsberg. Auf einer Geländeerhöhung in der Mitte des Dorfes erhebt sich die Pfarrkirche St. Peter und Paul. Im Wappen von Ludenhausen und Reichling ist im blauen Schildhaupt schräg gekreuzt ein goldener Schlüssel und ein gestürztes goldenes Schwert, darunter in Silber über einem grünen Dreiberg ein roter Einhornkopf. Es erinnert an die Kirchenpatrone St. Peter und Paul von Ludenhausen. Der Dreiberg weist auf Reichling zu Füßen des Wurzbergs (743 m ü. NHN) und der Keltenschanze auf der Höhe Issing (heute zu Vilgertshofen gehörig), sowie auf die Zugehörigkeit zur Pflege Rauhenlechsberg. Der Einhornrumpf ist dem Wappen des Ettaler Abtes Benedikt III. Pacher, geboren 1711 in Reichling (Abt von 1739 bis 1759, † 1796), entnommen. Ludenhausen wurde erstmals im Jahr 804 als „Hludinhusir“ im Rahmen der Schenkung (Tradition) eines Gutes an das Hochstift Freising erwähnt.

## Jugendclub Ludenhausen
Der Jugendclub Ludenhausen e. V. (JCL) wurde in den frühen Sommermonaten 1965 von etwa sechs bis acht Ludenhausener Burschen gegründet und schloss die damals bestehenden Gruppen der Fußballer, der Eishockeyspieler und der Maibaum-Verantwortlichen zusammen. Im Laufe der Jahre stieg die Mitgliederzahl auf rund 130 aktive sowie passive Mitglieder an. Ortsansässige Jugendliche dürfen ab Vollendung des 14. Lebensjahres beitreten. Zu den jährlichen Veranstaltungen gehören unter anderem der Faschingsumzug, welcher im Jahre 2000 vom Faschingsspektakel abgelöst wurde. Das traditionelle Maibaumaufstellen und der Ersatz dessen, durch den Christbaum, welcher das Dorf zur Weihnachtszeit abends im festlichen Glanze erscheinen lässt. Der „Club“ veranstaltet seit 2005 jedes Jahr ein beliebtes Night Clubbing.